# Pouillot affin
Phylloscopus intermedius
Espèce
Statut de conservation UICN

 LC  : Préoccupation mineure
Le Pouillot affin (Phylloscopus intermedius) est une espèce d'oiseaux de la famille des Phylloscopidés.
L'espèce était auparavant classée dans la famille des Sylviidae, la famille de passereaux d’Europe.

## Étymologie
Le nom vernaculaire de Pouillot vient du latin pullus (« petit d'un animal ») en référence à sa petite taille. Et le mot « affin » qui souligne sa forte ressemblance avec les autres espèces de pouillots.

## Description
Le pouillot affin ressemble à de nombreuses espèces. Il présente une calotte grise entourée de bandes latérales noires. L'anneau oculaire est blanc et est brisé au-dessus de l'œil vers l'avant. L’œil est noir. Les parties supérieures du pouillot sont vertes avec une étroite barre alaire jaune, tandis que le ventre est jaune vif.
Les rectrices sont courtes. Les pouillots sont généralement légers, ils mesurent en moyenne 9 à 14,5 cm et la masse corporelle d’un adulte peut varier de 3,5 à 17 g.
Le chant du Pouillot affin est simple et distinctif.

## Répartition et sous-espèces
Son aire dissoute s'étend du Sikkim à l'est de la Chine et le sud-est de l'Indochine.
Selon la classification de référence du Congrès ornithologique international (15.1, 2025) il se répartit en trois sous-espèces : 
- P. i. zosterops Elliott & del Hoyo, 2016 — est de l'Himalaya jusqu'au Sud de la Chine, Nord du Laos et centre du Viêt Nam ;
- P. i. intermedius (La Touche, 1898) — centre et Sud-Est de la Chine ;

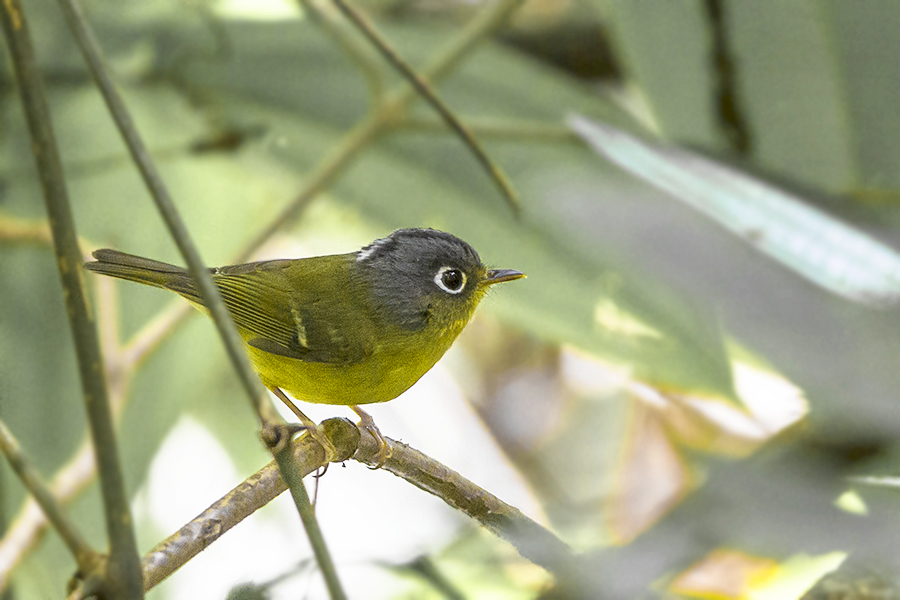
Pouillot affin de Nimachen, Sikkim, Inde.

- P. i. ocularis (Robinson & Kloss, 1919) — Sud du Viêt Nam.

## Habitat et comportement
Le Pouillot affin est réparti dans l'Est de l'Himalaya et le Nord du Myanmar, avec des populations éparses dans le centre et le Sud-Est de la Chine et dans le Sud du Viêt Nam. On la trouve dans les forêts humides subtropicales ou tropicales de plaine et les forêts humides subtropicales ou tropicales de montagne. Ils se nourrissent en glanant des insectes sur les feuilles ou en attrapant les insectes en vol. C’est un oiseau migrateur.

## Statut de conservation
La population du pouillot affin est stable, elle est classée selon l’UCIN comme « préoccupation mineure ».